# Pınarbaşı, Ünye
Pınarbaşı là một xã thuộc huyện Ünye, tỉnh Ordu, Thổ Nhĩ Kỳ. Dân số thời điểm năm 2010 là 103 người.